# André Mocquereau
Dom André Mocquereau (ur. 6 czerwca 1849 w La Tessoualle, zm. 18 stycznia 1930 w Solesmes) – francuski muzykolog, benedyktyn (OSB).

## Życiorys
Uczył się gry na wiolonczeli, przez pewien czas grał w Paryżu w zespole kameralnym Charlesa Dancli. W 1875 roku wstąpił do klasztoru benedyktynów w Solesmes, gdzie w 1877 roku złożył śluby zakonne, a w 1879 roku otrzymał święcenia kapłańskie. W latach 1889–1914 kierował klasztornym chórem, od 1902 do 1908 roku pełnił też funkcję przeora. W 1889 roku zainicjował wydawanie serii „Paléographie musicale”, będącej krytyczną edycją zabytków muzycznych średniowiecza, był redaktorem jej pierwszych 13 tomów. Od 1911 roku wydawał też czasopismo „Révue gregorienne”. Od 1904 roku był członkiem papieskiej komisji przygotowującej wydanie ksiąg liturgicznych.
W swojej pracy naukowej poświęcił się studiom źródłowym nad chorałem gregoriańskim, ustaleniem jego pierwotnej wersji i sposobem wykonywania, włączając się w nurt reformy śpiewu liturgicznego zapoczątkowanej przez papieża Piusa X. Poszerzył zbiory biblioteki klasztornej w Solesmes, rozbudował skryptorium i stworzył pracownię paleograficzną. Opublikował prace Paroissien romain: Liber usualis (Tournai 1903) i Le Nombre musical grégorien (2 tomy, Tournai 1908 i 1927).